# Luis Alberto Despontín
Luis Alberto Despontín fue un jurista y laboralista argentino que nació el 9 de agosto de 1897 en Córdoba, Argentina y falleció en la misma ciudad el 20 de noviembre de 1972. 

## Actividad profesional
Estudió en la Universidad Nacional de Córdoba donde obtuvo el título de abogado el 28 de julio de 1922 y el de Doctor en Derecho el 5 de noviembre de 1930. Su tesis doctoral se llamó Liquidación económica de la Guerra. En 1956 fue nombrado profesor titular de Derecho del Trabajo y de la Seguridad Social, en la Facultad de Derecho y Ciencias Sociales de la Universidad Nacional de Córdoba y continuó hasta su fallecimiento.
En 1962 dirigió el II Congreso Internacional de Derecho del Trabajo y de la Seguridad Social con la participación de juristas extranjeros de la especialidad. Dirigió el Instituto de Derecho del Trabajo y de la Seguridad Social “Juan Bialet Massé”, donde trabajaron juristas cordobeses de mérito y desde el cual se editaron los Cuadernos de los Institutos con monografías y trabajos de investigación.
Junto a los doctores Mariano Tissembaum y Rodolfo Nápoli integró la comisión redactora del Anteproyecto de Código de Trabajo para la República Argentina, ceada por decreto del Poder Ejecutivo Nacional N.º 1872, del 9 de marzo de 1965. El anteproyecto que formularon avanzaba en técnica legislativa y proponía una unificación de la legislación laboral dispersa, pero no alcanzó a ser tratado en el Congreso Nacional debido al golpe de Estado de junio de 1966 que depuso al gobierno constitucional.
El único cargo público que desempeñó fue como Delegado Regional en Córdoba, del Ministerio de Trabajo de la Nación, según su actual denominación, en los tiempos anteriores a la creación en esta provincia del Departamento Provincial del Trabajo. Además, fue cónsul de Bélgica en Córdoba durante casi treinta años, hasta su muerte ocurrida en Córdoba el 20 de noviembre de 1972. Estaba casado con Catalina Sanz y tenía un hijo.

## Principales obras
- La evolución de la política económica del Tratado de Versailles, Los Principios (Córdoba), 31 de diciembre de 1926, página 100-101.
- Córdoba obrera: legislación obrera y legislación social, Córdoba: Oficial 1934.
- Legislación obrera, previsión social, Provincia de Córdoba (leyes , decretos y resoluciones en vigencia), anotados y concordados por el Dr. L. Despontín, Córdoba, A. Biffignandi, 1934.
- Arturo M. Bas como legislador socialista, Córdoba, U.N.C., 1935.
- Estatuto del empleado de comercio: legislación del contrato de empleo privado, ley de despido 11.729, Córdoba, U.N.C. 1936.
- Temas obreros: la conciliación y el arbitraje en los conflictos de trabajo, Córdoba, U.N.C. 1938.
- La organización del trabajo en la Alemania Nacional Socialista, Córdoba, U.N.C. 1939.
- Situación del Reglamento de Fábrica en el contrato de trabajo, Córdoba, U.N.C., 1940.
- La técnica en el Derecho del Trabajo, prólogo por el Dr. Carlos Saavedra Lamas, Bs. As., Editorial Claridad 1941.
- "Tribunales del Trabajo. Derecho Procesal: la conciliación y el arbitraje en los conflictos colectivos del trabajo, Santa Fe, U.N. del Litoral, Fac. de Cs. Jurídicas y Soc., Inst. de Derecho del Trabajo, 1941.
- Lan nueva Ley de trabajo a domicilio, 12713, Córdoba. U.N.C., 1942.
- Normas de procedimiento para conflictos colectivos e individuales del trabajo en la provincia de Córdoba, Córdoba, U.N.C., 1943.
- Sobre el derecho de opción y la entrega directa a los causahabientes del importe de la indemnización por accidente de trabajo, ley 9688. Córdoba, U.N.C., 1944.
- Los obreros cardíacos frente a las leyes de trabajo, Córdoba, U.N.C., 1945.
- El derecho del Trabajo, su evolución en América, Bs. As., Bibliográfica Argentina 1947.
- El Estatuto del chofer profesional particular, Córdoba, Gaceta del Trabajo, 1949.
- "La huelga", consecuencia jurídica de la huelga frente al contrato de trabajo en la legislación y en la jurisprudencia argentina, Santa Fe, U.N. del Litoral, Facultad de Cs. Jurídicas y Sociales, Instituto de Derecho del Trabajo, 1951.
- Jornada de Trabajo, duración, descanso, horarios, cierre uniforme, feriados, vacaciones, Buenos Aires, Bibliografía Argentina, 1952.
- Revolución de Mayo y sus consecuencias en las situación de la clase trabajadora; Revista del Instituto de Historia del Derecho n.º 7, 1955/56.
- Derecho del Trabajo. Constitucionalismo Social, Córdoba, U.N.C., Derecho del trabajo Internacional Público e Internacional Privado (con Víctor N. Romero del Prado), Córdoba, U.N.C. 1957.
- Contrato de Trabajo y reglamentaciones profesionales, Córdoba (s.n.)., U.N.C. 1960.
- Derecho Privado y Público del Trabajo: salario, jornada, trabajo de mujeres y menores, asociaciones profesionales, contratos colectivos, huelgas, ley vigente, Córdoba, Dirección General de Publicidad, U.N.C. 1961.
- Anteproyecto del Código de Trabajo de la República Argentina como miembro de la Comisión Redactora designada por el Poder Ejecutivo Nacional el 9-3-65, integrada además del Dr. Despontín, por los Dres. Rodolfo A. Nápoli y Mariano Tissembam, Bs. As., Boletín Oficial, 1966.
- El proceso laboral en Córdoba. Comentario a la ley procesal vigente (en colaboración con otros autores), Córdoba, Editorial Zavalía, 1966.
- Estudios de Derecho del trabajo y Seguridad Social, en homenaje al Profesor Ernesto Krotoschin : hacia la democracia industrial . la transformación de la empresa y la nueva clase obrera, Bs. As., Desalma, 1967.
- El trabajador extranjero en la legislación laboral Argentina, U.N.C., DIR. Gral. De Publicaciones, Córdoba, 1968.
- Reflexiones sobre los Congresos de Derecho Internacional del Trabajo y de Sevilla del año 1970, Cuaderno de los Institutos, nroº 110, U.N.C., Córdoba, 1972, pág. 195.
- Nuevo Régimen de trabajo de mujeres y menores, cuaderno de los Institutos n.º 110, Fac. de Derecho, Dirección Gral. De Publicaciones (U.N.C.), Córdoba (R.A.), 1972, pág. 159.
- Derecho Colectivo Laboral, asociaciones profesionales y convenios colectivos: el dualismo contrato individual y convenio ley en la convención colectiva de condiciones de trabajo y sus concepciones normativas, Bs. As., Editorial Depalma, pág. 83 a 99, 1973.